# 库尼耶穆图尔
库尼耶穆图尔（Kuniyamuthur），是印度泰米尔纳德邦Coimbatore县的一个城镇。总人口56901（2001年）。

## 人口
该地2001年总人口56901人，其中男性28882人，女性28019人；0—6岁人口5851人，其中男2989人，女2862人；识字率74.97%，其中男性为80.06%，女性为69.72%。